# Condado de Jefferson (Texas)
O Condado de Jefferson é um dos 254 condados do estado norte-americano do Texas. A sede do condado é Beaumont, e sua maior cidade é Beaumont.
O condado possui uma área de 2 878 km² (dos quais 538 km² estão cobertos por água), uma população de 252 051 habitantes, e uma densidade populacional de 108 hab/km² (segundo o censo nacional de 2000).
O condado foi criado em 1836.